# Granica francusko-monakijska
Granica francusko-monakijska to granica międzypaństwowa, ciągnąca się na długości 5469 metrów wokół Monako.
Obecny przebieg granicy ustalony został układem z 2 lutego 1861, po przejęciu przez II Cesarstwo Francuskie Sabaudii i Nicei i odstąpieniu przez Monako Francji miast Mentona i Roquebrune-Cap-Martin. W styczniu 1984 podpisano francusko-monakijski układ określający precyzyjnie granice wód terytorialnych i powietrznych Monako. Od 26 marca 1995 granica francusko-monakijska jest otwarta (zob. Układ z Schengen). Od zachodu, północy i wschodu znajdują się 4 francuskie miasta:
- Cap-d'Ail (długość granicy 1341 metrów)
- La Turbie (390 metrów)
- Beausoleil (3274 metry)
- Roquebrune-Cap-Martin (464 metry)

Jest jedną z najkrótszych granic na świecie.